# Комсомольский (Кавказский район)
Комсомольский — посёлок в Кавказском районе Краснодарского края.
Входит в состав Мирского сельского поселения.

## География

### Улицы
- пер. Комсомольский,
- пер. Кропоткинский,
- ул. Азовская,
- ул. Карла Маркса,
- ул. Ростовская.

## Население
| 2002 | 2010 |
| ---- | ---- |
| 191  | ↘126 |